# Uracanthus longicornis
Uracanthus longicornis là một loài bọ cánh cứng trong họ Cerambycidae.